# Mirakel (låt med Björn Ranelid & Sara Li)
Mirakel är en sång skriven av Fredrik Andersson och Björn Ranelid, som sjöngs av Björn Ranelid och Sara Li i Melodifestivalen 2012, där den medverkade vid tredje deltävlingen i Leksand, gick direkt vidare till final och slutade på tionde och sista plats.

## Listplaceringar
| Lista (2012) | Topplacering |
| ------------ | ------------ |
| Sverige      | 19           |

### Fotnoter
1. ↑  ”Hitparad”. http://hitparad.se/showitem.asp?interpret=Bj%F6rn+Ranelid+feat%2E+Sara+Li&titel=Mirakel&cat=s. Läst 18 mars 2012.